# Мечигменская коса
Мечигмен — песчано-галечная коса, отделяющая Мечигменскую губу от акватории Берингова моря. Находится на территории Провиденского района Чукотского автономного округа России.
Название в переводе с чукот. Мэчивмэн — «недостигающая». Так местные жители в этом районе называют галечные косы, которые слегка не доходят до другого берега, образуя горловины.
Коса вытянута в северо-западном направлении на 13 км, крайняя точка — мыс Хальвэткын (с чукот. — «место смерти от наведённой порчи»), высота суши над уровнем моря составляет здесь менее 1 метра. В основании косы расположены озёра Гальгагытгын, Кэвальгытгын, Тагрынгытгын, на которых отмечены миграционные остановки и гнездовья водоплавающих птиц и куликов.
На южном побережье косы находится крупное древнеэскимосское поселение морских охотников Масик, покинутое в начале XX века.